# Vigellius Chilo
Vigellius Chilo war ein antiker römischer Unternehmer der frühen Kaiserzeit, der wohl in Rom oder der Umgebung der Stadt tätig war.
Vigellius Chilo ist nur noch von einer heute verschollenen  Grabinschrift aus Rom bekannt. Nach der Inschrift war er ein vascularius, ein Gefäßhersteller, wahrscheinlich ein Produzent von Metallgefäßen (möglicherweise ein Toreut, also Metallbearbeiter). Ob er Besitzer der Werkstatt war oder selbst aktiv bei der Arbeit mitwirkte, ist ebenfalls nicht sicher zu sagen. In jedem Fall war er ein Freigelassener eines Publius Vigellius. Damit ist er einer von nur knapp über 30 inschriftlich-namentlich belegten antiken Toreuten. Ihm zuweisbare Werke sind nicht überliefert. Die (aufgelöste) Inschrift lautet:

## Einzelbelege
1. ↑  CIL 6, 9957; EDR138073.
2. ↑  abgesehen von Signaturstempeln auf toreutischen Erzeugnissen

| Personendaten    | Personendaten                              |
| ---------------- | ------------------------------------------ |
| NAME             | Vigellius Chilo                            |
| KURZBESCHREIBUNG | antiker römischer Toreut oder Händler      |
| GEBURTSDATUM     | 1. Jahrhundert v. Chr. oder 1. Jahrhundert |
| STERBEDATUM      | 1. Jahrhundert oder 2. Jahrhundert         |